# Tommie Smith

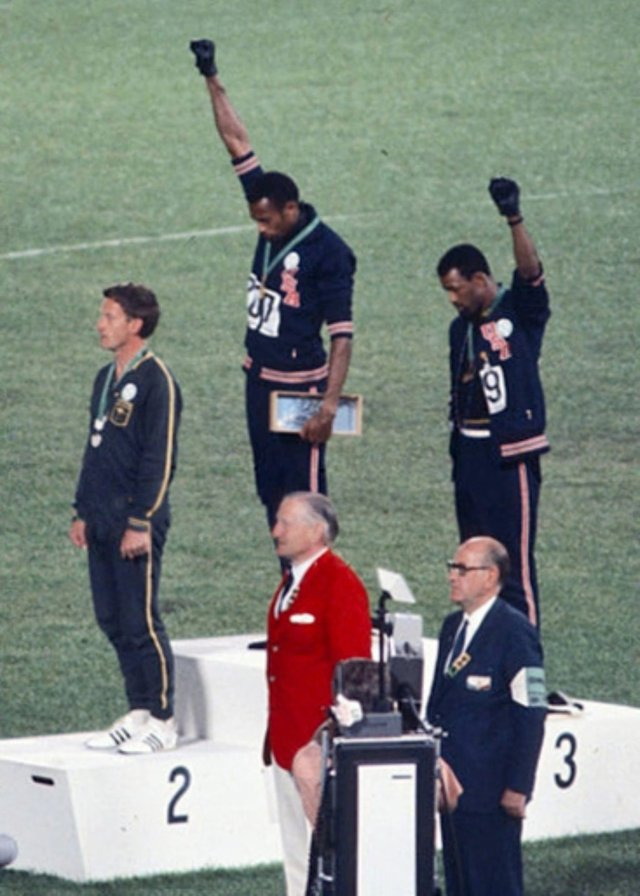
Gouden medaillewinnaar Tommie Smith (midden) en bronzen medaillewinnaar John Carlos (rechts) met opgeheven vuist op het podium na de 200 m race op de Olympische Zomerspelen 1968 ; beide dragen badges van het Olympische Project voor Mensenrechten. Peter Norman (zilveren medaillewinnaar, links) uit Australië draagt ook een badge uit solidariteit met Smith en Carlos.

Thomas C. (Tommie) Smith (Clarksville (Texas), 6 juni 1944) is een voormalige Amerikaanse sprinter, die gespecialiseerd was in de 200 m. Hij werd olympisch kampioen, meervoudig Amerikaans kampioen en liep wereldrecords op de 200 m, 220 yd, 400 m en de 4 x 400 m estafette.

## Biografie

### WR op 200 m in rechte lijn
In 1965 liep Smith in San José precies 20,0 s over 220 yd in één rechte lijn, een wereldrecord. Een jaar later deed hij dat op dezelfde plek nog eens over en was toen als eerste ter wereld met 19,5 precies een halve seconde sneller. Dat jaar verbeterde hij op 24 juli in Los Angeles met zijn teamgenoten Robert Frey, Lee Evans en Theron Lewis ook het wereldrecord op de 4 x 400 m estafette naar 2.59,6. Als student aan de San José Staatsuniversiteit werd hij in 1967 Amerikaans kampioen op de 220 yd. Bij de universiade' dat jaar won hij een zilveren medaille op de 100 m en een gouden medaille op de 200 m.

### Verbannen als olympisch kampioen
Met het winnen van de 200 m bij de Amerikaanse kampioenschappen plaatste hij zich in 1968 voor de Olympische Spelen van Mexico-Stad. Hier behaalde hij het grootste succes van zijn atletiekcarrière: het winnen van een gouden medaille op de 200 m. Met een wereldrecordtijd van 19,83 versloeg hij de Australiër Peter Norman (zilver; 20,06) en de Amerikaan John Carlos (brons; 20,10).
Bij de medaille-uitreiking zorgden Tommie Smith en de eveneens zwarte nummer drie John Carlos voor een controversieel moment. Beiden verschenen zonder schoenen in zwarte sokken op het podium, om uiting te geven aan de armoede onder zwarte Amerikanen. Vervolgens staken ze met gebogen hoofd en een in zwarte handschoen gehulde vuist in de lucht (de Black Power groet), uit protest tegen de positie van zwarten in de maatschappij. De blanke Peter Norman, die zilver won, steunde hun protest door het dragen van een Olympic Project for Human Rights-badge. Smith en Carlos werden als gevolg van hun politieke statement direct verwijderd uit het Amerikaanse olympische team en verzocht het olympisch dorp te verlaten.

### Professor en coach
Na zijn loopbaan als atleet speelde Tommie Smith drie seizoenen American Football als wide receiver voor de Cincinnati Bengals. Hij werd atletiekdirecteur aan het Oberlin College in Ohio, waar hij ook professor was in de sociologie. Hierna werd hij coach aan het Santa Monica College en kreeg verschillende onderscheidingen voor zijn sportieve prestaties.

## Titels
- Olympisch kampioen 200 m - 1968
- Amerikaans kampioen 220 yd - 1967
- Amerikaans kampioen 200 m - 1968
- NCAA-kampioen 220 yd - 1967, 1968

## Persoonlijke records
| Onderdeel | Prestatie       | Datum           | Plaats      |
| --------- | --------------- | --------------- | ----------- |
| 100 m     | 10,1 s          | 1966            |             |
| 200 yd    | 20,0 s (ex-WR)  | 11 juni 1968    | Sacramento  |
| 200 m     | 19,83 s (ex-WR) | 16 oktober 1968 | Mexico-Stad |
| 400 m     | 44,5 (ex-WR)    | 20 mei 1967     | San José    |

## Palmares

### 100 m
- 1967:  Universiade - 10,5 s

### 200 m
- 1967:  Universiade - 20,7 s
- 1968:  Amerikaanse kamp. - 20,3 s
- 1968:  OS - 19,83 s

### 220 yd
- 1967:  Amerikaanse kamp. - 20,4 s

## Onderscheidingen
- USA Track & Field Hall of Fame - 1978
- California Black Sports Hall of Fame - 1996
- Sportsman of the Millennium Award - 1999
- Arthur Ashe Courage Award - 2008
- Doctor honoris causa KU Leuven - 2022[2]

1900: John Tewksbury ·
1904: Archie Hahn ·
1908: Bobby Kerr ·
1912: Ralph Craig ·
1920: Allen Woodring ·
1924: Jackson Scholz ·
1928: Percy Williams ·
1932: Eddie Tolan ·
1936: Jesse Owens ·
1948: Mel Patton ·
1952: Andy Stanfield ·
1956: Bobby Morrow ·
1960: Livio Berruti ·
1964: Henry Carr ·
1968: Tommie Smith ·
1972: Valeri Borzov ·
1976: Don Quarrie ·
1980: Pietro Mennea ·
1984: Carl Lewis ·
1988: Joe DeLoach ·
1992: Mike Marsh ·
1996: Michael Johnson ·
2000: Konstantinos Kenteris ·
2004: Shawn Crawford ·
2008: Usain Bolt ·
2012: Usain Bolt ·
2016: Usain Bolt ·
2020: Andre De Grasse ·
2024: Letsile Tebogo
- Gemeinsame Normdatei: 136735398
- World Athletics: 14349509
- International Standard Name Identifier: 0000 0001 1449 6834
- Library of Congress Control Number: n2006083348
- Nationale Bibliotheek van Israël: 987007346550805171
- Nationale Bibliotheek van Polen: a0000003837635
- Trove: 1510076
- Virtual International Authority File: 81030486
- WorldCat: E39PBJmphq3Wd7QGcWdttQJkXd